# Ludwinów (Łęczna)
Pour les articles homonymes, voir Ludwinów.
Ludwinów (prononciation : [ludˈvinuf]) est un village polonais de la gmina de Cyców dans le powiat de Łęczna de la voïvodie de Lublin dans l'est de la Pologne.

## Histoire
De 1975 à 1998, le village est attaché administrativement à l'ancienne Voïvodie de Chełm.

Depuis 1999, il fait partie de la nouvelle voïvodie de Lublin.